# 戴夫·格鲁辛
戴夫·格鲁辛（Dave Grusin，1934年6月26日—），美国作曲家，钢琴手，亦为许多电影写过配乐。
因《The Milagro Beanfield War》（1988年）获得奥斯卡最佳原创音乐奖。因《上錯天堂投錯胎》（Heaven Can Wait，1978）、The Champ（1979）、《金色池塘》（1981）、《杜絲先生》（1982）、The Fabulous Baker Boys（1989）、Havana（1990）、《黑色豪門企業》（1993）而获得奥斯卡音乐奖提名。《金色池塘》配乐被列入《AFI百年百大电影配乐》。尽管他写过许多不同风格的音乐作品，但是他主要被认为是爵士乐和轻爵士乐(smooth jazz)艺术家。

## 作品
- 《上錯天堂投錯胎》（Heaven Can Wait，1978）
- The Champ（1979）
- 《金色池塘》（The Golden Pond 1981）
- 《杜絲先生》（Tootsie 1982）
- The Fabulous Baker Boys（1989）
- 《血染的季節》（A Dry White Season）
- Havana（1990）
- 《黑色豪門企業》（The Firm, 1993）